# Karl Hanft
Karl Hanft (* 24. Juli 1904 in Wien, Österreich-Ungarn; † 2. Februar 1982 in München) war ein österreichischer Schauspieler, Synchronsprecher und Hörspielsprecher.

## Leben und Wirken
Hanft besuchte nach dem Gymnasium die Akademie für darstellende Kunst Wien. 1929 wurde er Mitglied der Genossenschaft Deutscher Bühnen-Angehöriger. Seit 1939 war er am Bayerischen Staatsschauspiel engagiert. Am 13. April 1943 traf er mit anderen Ensemblemitgliedern in Paris ein, um als Arcas in einem Gastspiel an der Comédie-Française am 14. und 15. April in dem Theaterstück Iphigenie auf Tauris aufzutreten. Hanft stand 1944 in der Gottbegnadeten-Liste des Reichsministeriums für Volksaufklärung und Propaganda.
1956 war er am Residenztheater als Bardolph in Shakespeares König Heinrich IV. zu sehen. Hanft, der den Titel Staatsschauspieler führte, war in den 1950er Jahren am Bayerischen Staatsschauspiel Erster Charakter-Chargenspieler.
Ab 1929 wirkte er in Hörspielen mit, besonders beim Bayerischen Rundfunk, so 1946 in einem Kriminalhörspiel von Helmuth M. Backhaus. Hanft war seit 1931 in mehreren Filmen zu sehen, daneben synchronisierte er zahlreiche englische und amerikanische Filme. Zuletzt arbeitete er besonders für das Fernsehen.

## Filmografie
| - 1931: Der bebende Berg - 1934: Stoßtrupp 1917 - 1940: Feinde - 1941: Alarmstufe V - 1941: Geheimakte W.B. 1 - 1943: Tonelli - 1943: Der unendliche Weg - 1943: Peterle - 1944: Orient-Express - 1947: Zwischen gestern und morgen - 1951: Die Tat des Anderen - 1954: Schloß Hubertus - 1957: Salzburger Geschichten - 1958: Die Abenteuer des braven Soldaten Schwejk - 1958: Das Wirtshaus im Spessart | - 1958: Nackt wie Gott sie schuf - 1959: Land, das meine Sprache spricht - 1959: Ein Mann geht durch die Wand - 1959: Das schöne Abenteuer - 1960: Sturm im Wasserglas - 1960: Das Spukschloß im Spessart - 1962: Die Rache - 1964: Anklage gegen Unbekannt - 1967: Das Gold von Bayern - 1967: Der Werbeoffizier - 1967: Das Säuglingsheim - 1968: Wie es euch gefällt - 1972: Galgentoni - 1973: Tatort – Weißblaue Turnschuhe - 1974: Der kleine Doktor (Fernsehserie, 2 Folgen) |